# IEEE 802.1
IEEE 802.1 est un groupe de travail du projet IEEE 802. Ses thèmes d'étude sont (dans l'ordre où le groupe de normalisation les énumère) :
- Architecture LAN/MAN 802.
- Interconnexions des réseaux 802 (LAN, MAN et WAN)
- Sécurité de la liaison 802.
- Gestion des réseaux 802.
- Couches de protocole au-dessus des couches MAC et LLC.

Le groupe de travail IEEE 802.1 se compose lui-même de quatre sous-groupes de travail actifs ayant à charge chacun un ensemble de normes à développer. Ceux-ci sont nommés de la manière suivante en respectant l'ordre où le groupe les mentionne :
- Interworking.
- Security.
- TSN (Time-Sensitive Networking) anciennement nommée Audio/Video Bridging.
- Data Center Bridging

## Standards IEEE 802.1
| Standard    | Date                       | Description                                                                 |
| ----------- | -------------------------- | --------------------------------------------------------------------------- |
| 802.1b      |                            | LAN/MAN Management                                                          |
| 802.1D      | 1998, 2004                 | MAC Bridges                                                                 |
| 802.1e      |                            | System Load Protocol                                                        |
| 802.1F      | 1993                       | Common Definitions and Procedures for IEEE 802 Management Information       |
| 802.1G      | 1998                       | Remote MAC Bridging                                                         |
| 802.1H      | 1997                       | Ethernet MAC Bridging                                                       |
| 802.1p      | mutualisé avec 802.1D-2004 | Traffic Class Expediting and Dynamic Multicast Filtering                    |
| 802.1Q      | 1998, 2003, 2005 2011 2014 | Virtual LANs                                                                |
| 802.1r      | annulé                     | GARP Proprietary Attribute Registration Protocol (GPRP)                     |
| 802.1s      | mutualisé avec 802.1Q-2003 | Multiple Spanning Trees                                                     |
| 802.1t      | mutualisé avec 802.1D-2004 | 802.1D Maintenance                                                          |
| 802.1v      | mutualisé avec 802.1Q-2003 | VLAN Classification by Protocol and Port                                    |
| 802.1w      | mutualisé avec 802.1D-2004 | Rapid Reconfiguration of Spanning Tree                                      |
| 802.1X      | 2001                       | Port Based Network Access Control                                           |
| 802.1AB     | 2005                       | Station and Media Access Control Connectivity Discovery (LLDP)              |
| 802.1ad     | 2005                       | Provider Bridging                                                           |
| 802.1AE     | 2006                       | MAC Security                                                                |
| 802.1af     | en cours                   | KeySec                                                                      |
| 802.1ag     | en cours                   | Connectivity Fault Management                                               |
| 802.1ah     | en cours                   | Provider Backbone Bridge (PBB)                                              |
| 802.1aj     | en cours                   | Two Port MAC Relay (TPMR)                                                   |
| 802.1ak     | en cours                   | Multiple Registration Protocol (MRP)                                        |
| 802.1ap     | en cours                   | MIBs                                                                        |
| 802.1aq     | 2012                       | Shortest Path Bridging (SPB)                                                |
| 802.1AR     | en cours                   | Secure Device Identity (DevID)                                              |
| 802.1AS     | en cours                   | Timing and Synchronization                                                  |
| 802.1AS-Rev | 2017 Draft 4.5             | Timing and Synchronization for Time-Sensitive Applications                  |
| 802.1Qat    | en cours                   | Stream Reservation Protocol (SRP)                                           |
| 802.1au     | en cours                   | Congestion Management                                                       |
| 802.1Qav    | en cours                   | Forwarding and Queuing Enhancements for Time-sensitive Streams              |
| 802.1Qaw    | en cours                   | Management of Data-Driven and Data-Dependent Connectivity Faults            |
| 802.1Qay    | en cours                   | Provider Backbone Bridge Traffic Engineering (PBB-TE, également appelé PBT) |